# Funkcja półciągła
Półciągłość – własność funkcji określonych w przestrzeniach metryczych o wartościach rzeczywistych, słabsza od ciągłości.

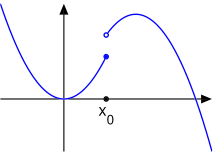
Wykres funkcji półciągłej z dołu w

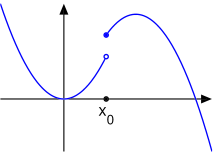
Wykres funkcji półciągłej z góry w

## Definicja formalna
Niech {\displaystyle (X,\varrho )} będzie przestrzenią metryczną, {\displaystyle x_{0}\in X} oraz niech dana będzie funkcja
{\displaystyle f\colon X\to {\overline {\mathbb {R} }}.}
Funkcja {\displaystyle f} jest:
- półciągła z dołu w punkcie {\displaystyle x_{0},} gdy

{\displaystyle \liminf _{\varrho (x,x_{0})\to 0}f(x)\geqslant f(x_{0}),}
- półciągła z góry w punkcie {\displaystyle x_{0},} gdy

{\displaystyle \limsup _{\varrho (x,x_{0})\to 0}f(x)\leqslant f(x_{0}).}
Funkcja {\displaystyle f} jest półciągła z góry bądź z dołu w zbiorze {\displaystyle D\subseteq X,} gdy jest półciągła z góry bądź z dołu w każdym punkcie zbioru {\displaystyle D.}
Równoczesna połciągłość z góry i z dołu funkcji jest równoważna warunkowi
{\displaystyle \lim _{\varrho (x,x_{0})\to 0}f(x)=f(x_{0}),}
a zatem ciągłości funkcji {\displaystyle f} w punkcie {\displaystyle x_{0}.} Z własności granic wynika, że {\displaystyle f} jest półciągła z góry w {\displaystyle x_{0}} wtedy i tylko wtedy, gdy {\displaystyle -f} jest półciągła z dołu w {\displaystyle x_{0}.}
Rozważa się też funkcje półciągłe z góry/z dołu w niemetrycznych przestrzeniach topologicznych.

### Warunki równoważne
Pod powyższymi założeniami następujące warunki są równoważne półciągłości z dołu funkcji {\displaystyle f} w punkcie {\displaystyle x_{0}.} Warunki równoważne półciągłości z góry formułuje się analogicznie.
- jeśli {\displaystyle x_{n}\to x_{0}} oraz {\displaystyle f(x_{n})\to \lambda ,} to {\displaystyle \lambda \geqslant f(x_{0}),}
- jeśli {\displaystyle x_{n}\to x_{0},} to

{\displaystyle \liminf _{n\to \infty }f(x_{n})\geqslant f(x_{0}),}
- jeśli {\displaystyle x_{0}} jest punktem skupienia przestrzeni {\displaystyle X,} to

{\displaystyle \liminf _{x\to x_{0}}f(x)\geqslant f(x_{0}),}
- dla każdego {\displaystyle a<f(x_{0})} istnieje takie {\displaystyle \delta >0,} że

{\displaystyle \varrho (x,x_{0})<\delta \Rightarrow a<f(x).}
Definicję półciągłości rozszerza się czasami na dowolne przestrzenie topologiczne w następujący sposób.
Niech {\displaystyle X} będzie przestrzenią topologiczną oraz {\displaystyle x_{0}\in X.} Funkcja
{\displaystyle f\colon X\to {\overline {\mathbb {R} }}}
jest półciągła z dołu (odpowiednio: z góry) w punkcie {\displaystyle x_{0},} gdy dla każdego {\displaystyle \varepsilon >0} istnieje takie otoczenie otwarte {\displaystyle U} punktu {\displaystyle x_{0},} że {\displaystyle f(x)\geqslant f(x_{0})-\varepsilon } (odpowiednio: {\displaystyle f(x)\leqslant f(x_{0})+\varepsilon }) dla każedgo {\displaystyle x\in U.}

## Własności
- Kombinacja stożkowa funkcji półciągłych z dołu jest półciągła z dołu.
- Iloczyn nieujemnych funkcji półciągłych z dołu jest półciągły z dołu.
- Twierdzenie Bolzana-Weierstrassa: Funkcja półciągła z dołu w przestrzeni zwartej osiąga swoje minimum.
- Twierdzenie Baire’a[1]: Każda funkcja półciągła z dołu w przestrzeni metrycznej {\displaystyle X} jest granicą rosnącego ciągu funkcji ciągłych.

## Przykłady
- Funkcja {\displaystyle f\colon \mathbb {R} \to \mathbb {R} } dana wzorem

{\displaystyle f(x)=\left\{{\begin{array}{l}1,&x\geqslant 0\\-1,&x<0\end{array}}\right.}
jest półciągła z góry w {\displaystyle x_{0}=0.}
- Funkcje podłoga i sufit są półciągłe odpowiednio: z góry i z dołu.
- Funkcja charakterystyczna zbioru otwartego jest półciągła z dołu.
- Funkcja charakterystyczna zbioru domkniętego jest półciągła z góry.